# NGC 3487
NGC 3487 est une galaxie spirale relativement éloignée et située dans la constellation du Lion. NGC 3487 a été découverte par l'astronome américain Lewis Swift en 1886.

## Caractéristiques
Sa vitesse par rapport au fond diffus cosmologique est de 9 122 ± 24 km/s, ce qui correspond à une distance de Hubble de 135,5 ± 9,4 Mpc (∼442 millions d'al).

## Radiogalaxie
Selon la base de données Simbad, NGC 3487 est une radiogalaxie.